# M/Y Alba II

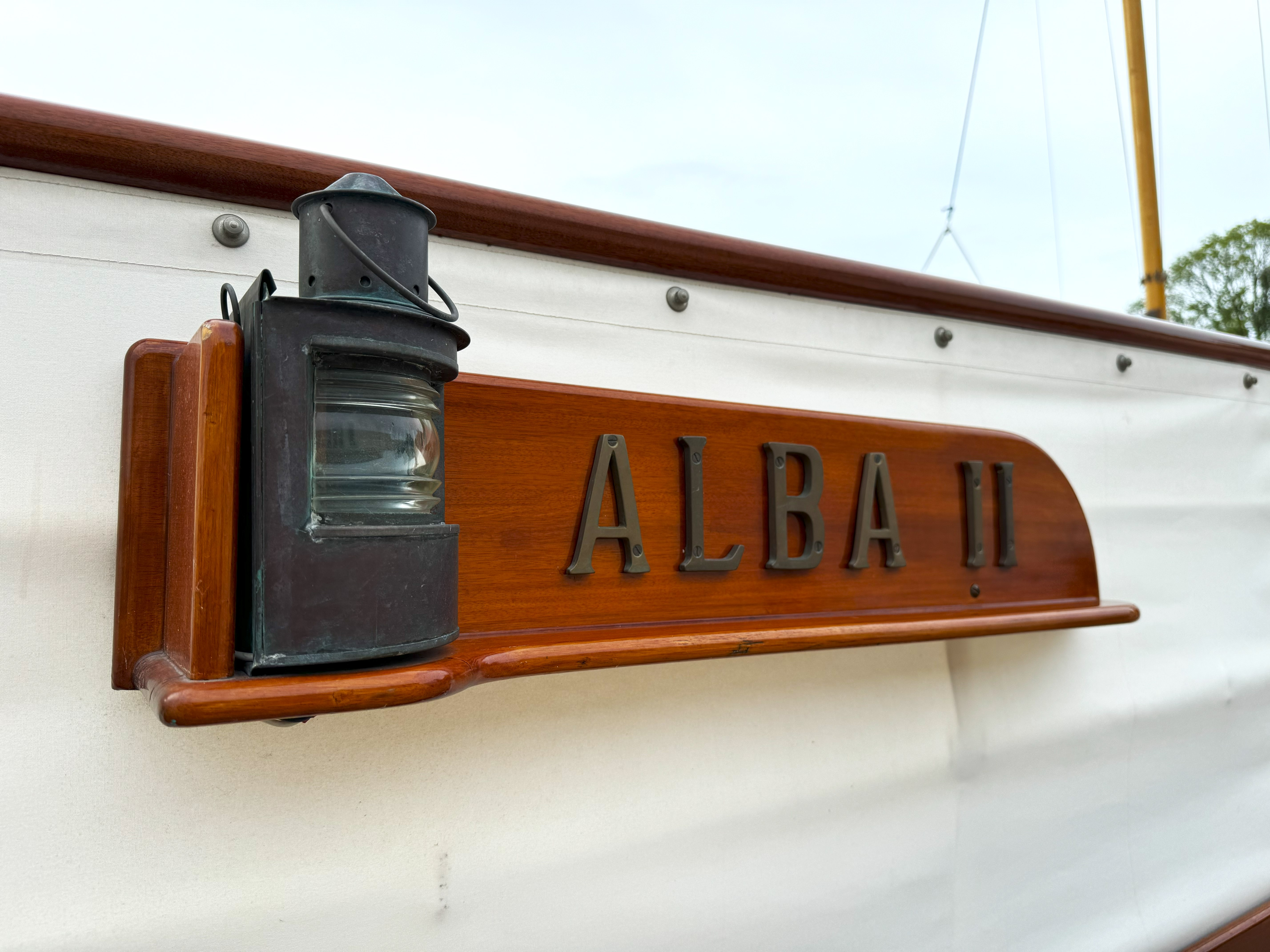
M/Y Alba II.

M/Y Alba II är en svensk motoryacht, som byggdes 1912.
Motoryachten Alba II var den första i en serie på tio så kallade Schubertkryssare, som byggdes av Hugo Schubert på dennes Saltsjöbadens båtvarv i Saltsjöbaden, eller elva om man också räknar in träbåten Scania i furu från 1910. Sex av dessa yachter finns kvar idag. 
M/Y Alba II byggdes som M/Y Tosca för Hugo Schubert själv som visnings- och representationsbåt vid 1912 års olympiska seglingar. Hugo Schubert sålde henne till bankmannen Alfred Berg, som döpte henne till Wijk . År 1915 köpte USA:s sändebud J N Morris fartyget och hon fick namnet America. År 1919 såldes hon till Svenska Handelsbankens chef Mauritz Philipsson (1871-1948). Denne döpte henne till Alba II, ett namn som behölls efter det att hon 1927 övergått i Nils Westerdahls ägo.
Nils Westerdahl hade motoryachten i 35 år. Under andra världskriget var hon en period inmönstrad som stabsfartyg i svenska marinen. År 1964 lät Nils Westerdahl vid 79 års ålder av något oklara skäl sänka henne i Kanholmsfjärden på 100 meters djup. Under 1990-talet lokaliserades hon och bärgades. Därefter genomgick hon fram till år 2000 en omfattande renovering.

## Schubertkryssare
- 1910 Scania, (idag Maroguna), furuskrov
- 1912 Wijk (idag Alba II), stålskrov
- 1914 Inge (idag C M Bellman), stålskrov
- 1914 Tärnan (idag Capella), stålskrov
- 1914 Mignon (försvunnen), stålskrov
- 1916 Atala (idag Atala), stålskrov
- 1916 Marion (försvunnen), stålskrov
- 1918 Sessan (idag Butterfly), stålskrov
- 1918 Flora (såld till Italien som Geishan), stålskrov
- 1918 Anitra (försvunnen), stålskrov
- 1919 Signe Elisabeth (totalförstörd vid brand 1930 som Singva II), stålskrov

## Bildgalleri

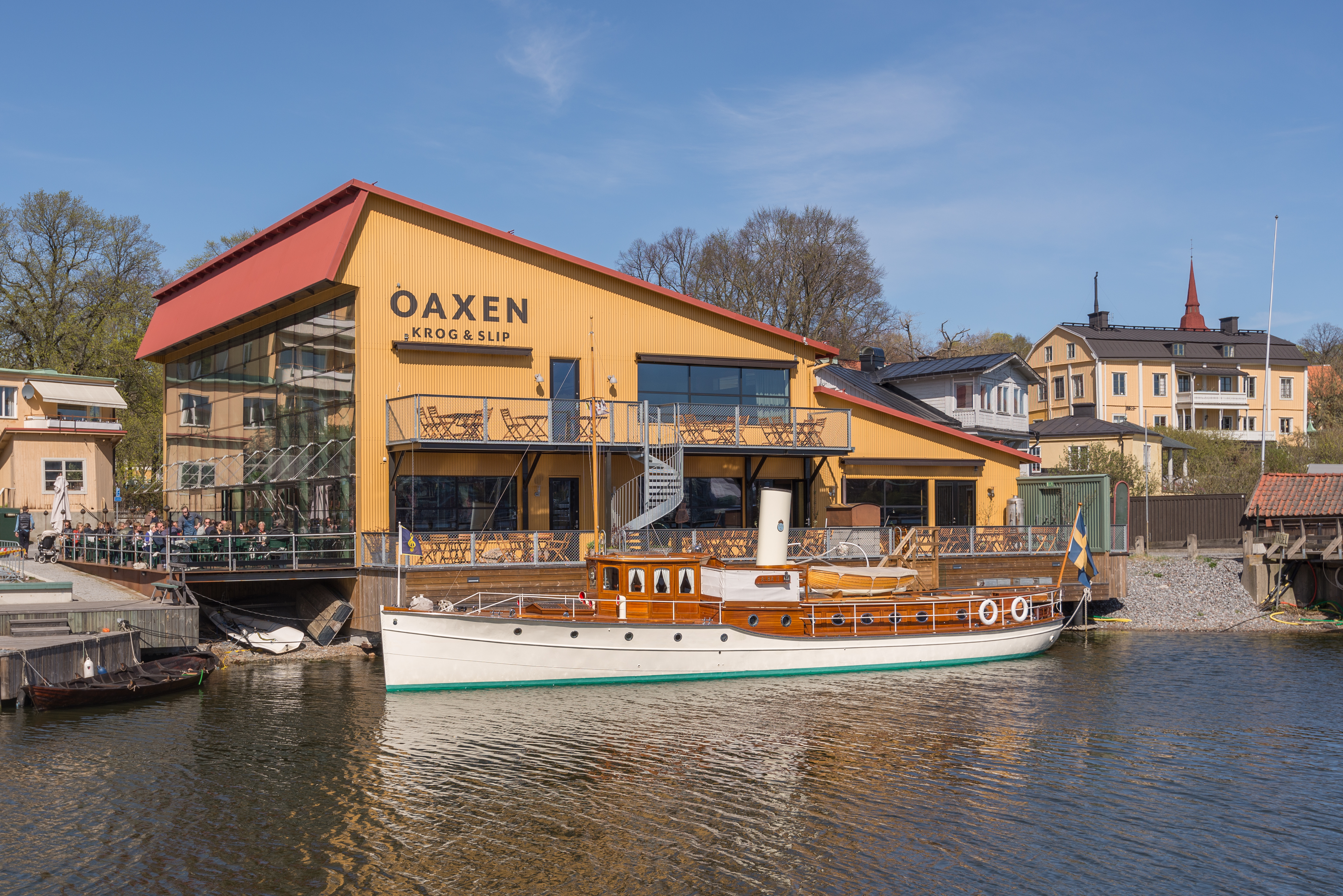
M/Y Alba II vid Djurgården i Stockholm
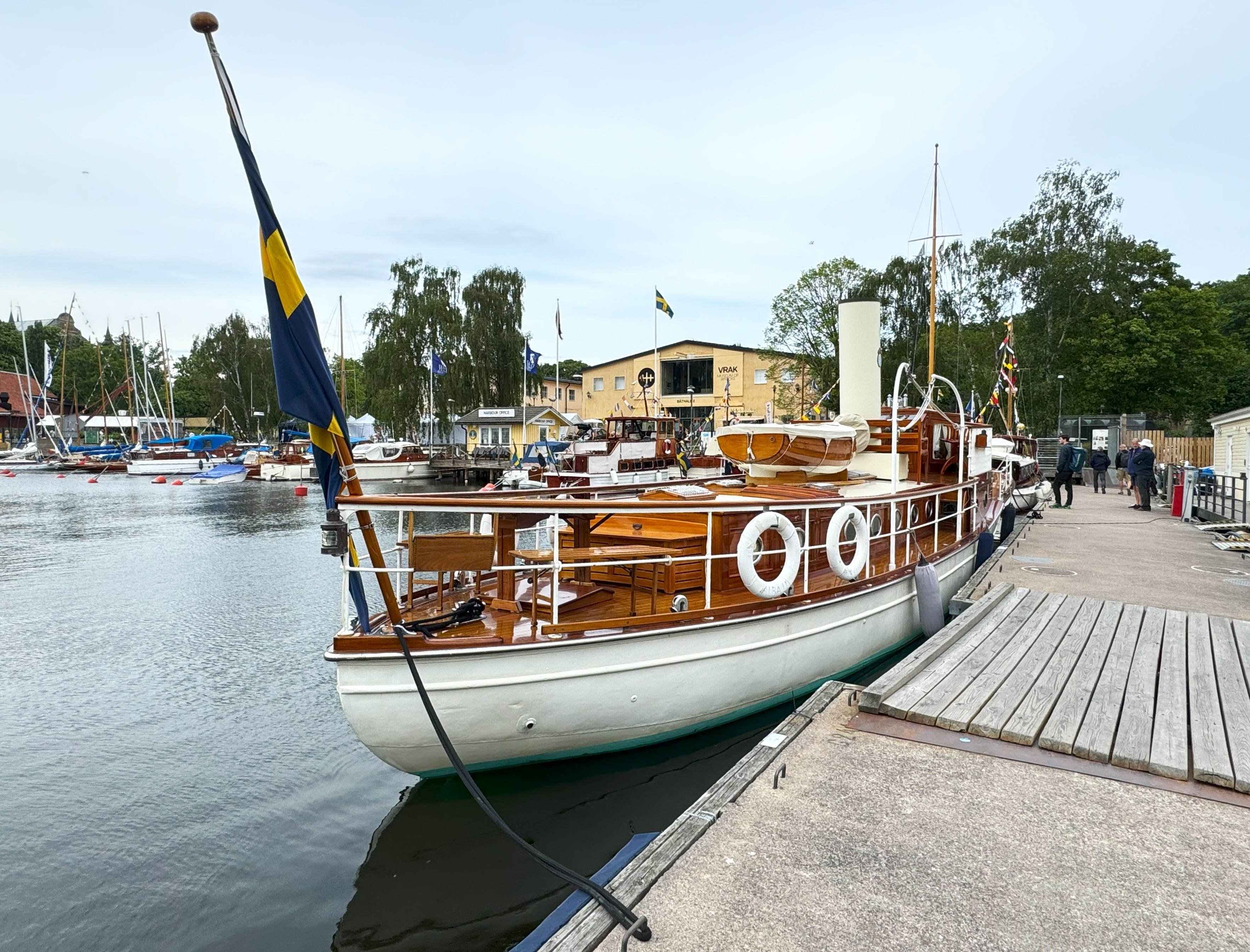
M/Y Alba II sedd akterifrån
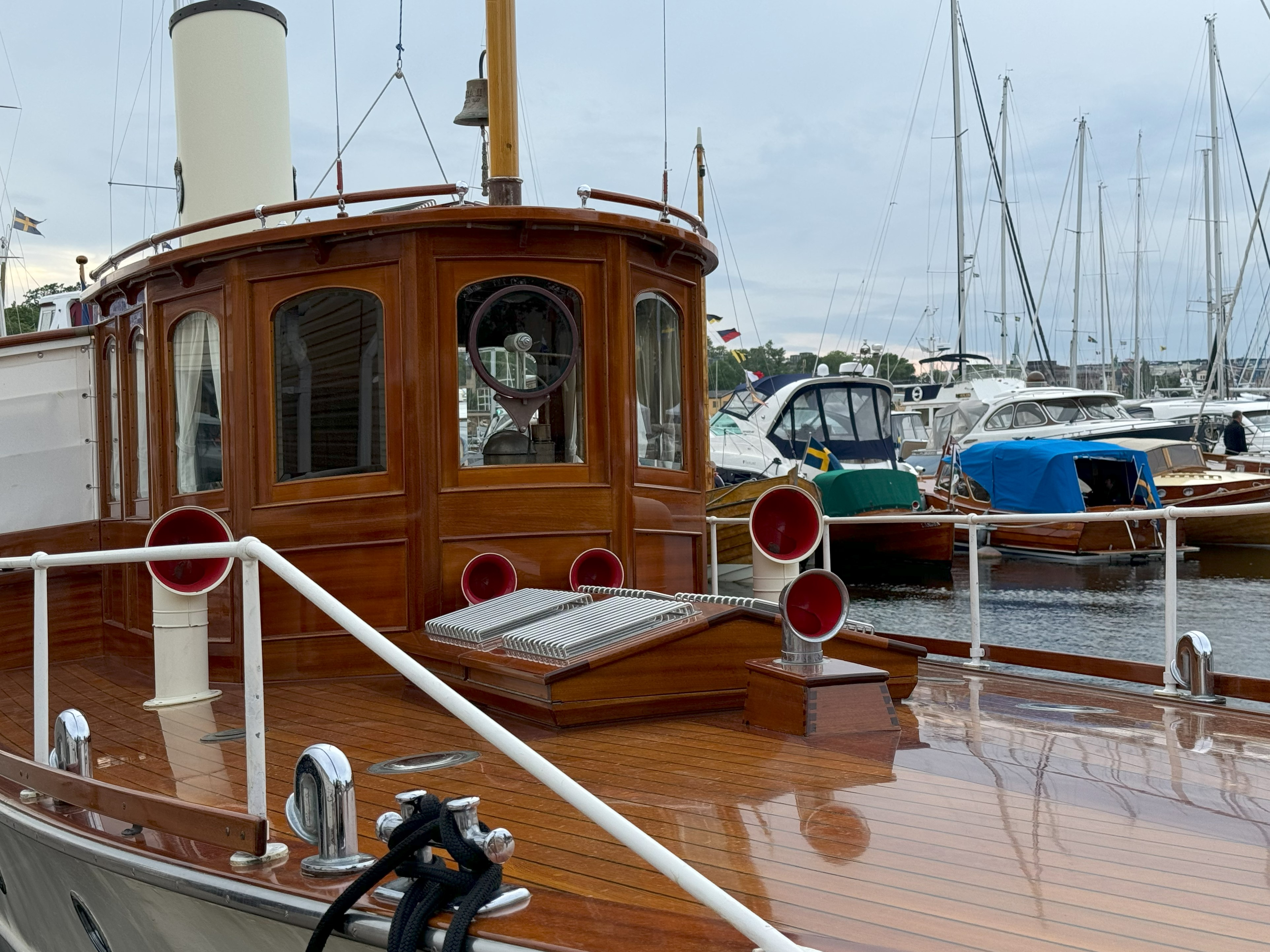
Bryggan
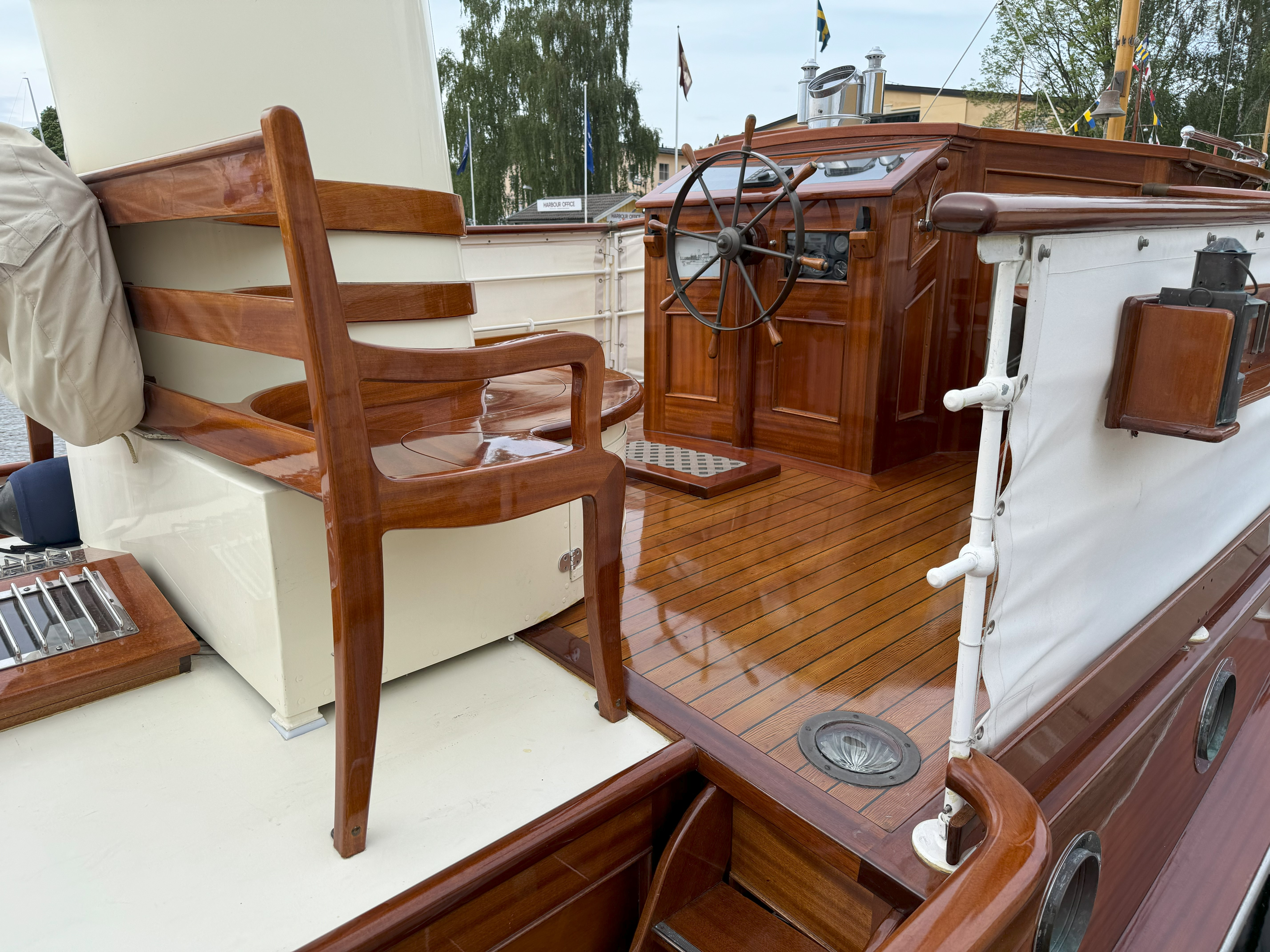
Bryggan